# Deutsche Schwimmmeisterschaften 1934
Die 49. Deutschen Meisterschaften im Schwimmen fanden im Jahr 1934 statt.
| Disziplin       | Männer             | Männer                          | Männer | Frauen          | Frauen              | Frauen |
| Disziplin       | Name               | Verein                          | Zeit   | Name            | Verein              | Zeit   |
| --------------- | ------------------ | ------------------------------- | ------ | --------------- | ------------------- | ------ |
| 100 m Freistil  | Otto Wille         | Gleiwitz                        |        | Gisela Arendt   | Nixe Charlottenburg |        |
| 200 m Freistil  | Wolfgang Leisewitz | Wasserfreunde Hannover          |        |                 |                     |        |
| 400 m Freistil  | Raimund Deiters    | Sparta Köln                     |        | Ruth Halbsguth  | Nixe Charlottenburg |        |
| 1500 m Freistil | Gerhard Nüske      | Waspo Stettin                   |        |                 |                     |        |
| 200 m Brust     | Erwin Sietas       | Hamburger Schwimm-Club von 1879 |        | Martha Genenger | Neptun Krefeld      |        |
| 100 m Rücken    | Hans Schwarz       | Magdeburger SC 1896             |        | Gisela Arendt   | Nixe Charlottenburg |        |